# Майський рудник (Башкортостан)
Майський рудник (Башкортостан) – колишнє гірничодобувне підприємство у Башкортостані.
Є відомості, що в якийсь момент на Майському організували видобуток золота з використанням належної до Тубінського рудника Семенівської збагачувальної фабрики.
В 1997-му ліцензію на розробку колчеданних руд Майського родовища отримало Башкирське шахтопрохідницьке управління (БШПУ). Запаси цих руд тут оцінювались у 1059 тисяч тон із середнім вмістом 1,6% міді та 4,6% цинку. 
Глибина залягання рудних тіл становила від 45 до 210 метрів, тому розробку організували підеамним способом (при цьому глибина гірничого відводу становила 190 метрів). Максимальний обсяг видобутку припав на 2005 – 2008 роки, коли з Майського щорічно вилучали по 150 тисяч тон руди. Оскільки БШПУ не мало власних збагачувальних потужностей, руда спрямовувалась на Сібайську збагачувальну фабрику.
На тлі незначних запасів видобуток почав швидко падати (відомо, що 2010-му вилучили 95 тисяч тон) і вже на 2014-й припала ліквідація рудника. Всього за час розробки видобули 980 тисяч тон руди.